# غويدو دي سانتي
غويدو دي سانتي (بالإيطالية: Guido De Santi)‏ ولد بتاريخ 16 مايو 1923 في ترييستي، وتوفي في 30 أكتوبر 1998 في ترييستي، كان دراج إيطالي.

## روابط خارجية
- غويدو دي سانتي على موقع أرشيف الدراجات (الإنجليزية)
- غويدو دي سانتي على موقع إحصائيات الدراجات الإحترافية (الإنجليزية)
- غويدو دي سانتي على موقع CycleBase (الإنجليزية)